# 프랑스 개발청

프랑스 개발청 (Agence Française de Développement, AFD, French Development Agency)은 프랑스의 국제개발원조기관이다.
공적개발원조를 추진하는 기관으로서 재정 특별기구인 AFD 파이낸스sustainable development projects는 정부 지방 관료와 공기관, 민영기업 등이 참여하며 우선순위는 아프리카와 해외 프랑스령에 사용된다. 여러 프로젝트는 도시 및 농촌 개발과 산업, 재정체계 지원, 교육 및 보건 활동을 다룬다. 재정적 지원으로는 보증, 보조금, 양허성 차관 등도 포함된다.
1941년 설립됐으며 프랑스 공적개발원조의 중심 기관으로 경제성장률과 빈곤감소, 환경보호 등을 고려하여 활동하며 새천년개발목표 달성을 목표로 한다. 개발청의 전략은 지속가능한 개발을 추진하는 것이다. 재정적, 지석 제휴를 공여국과 관리처(관리 관료)와 함께 진행하여 시민 사호와 함께 하고자 하며 궁극적으로는 개발원조 부분에서 프랑스의 영향력을 진흥하고자 한다.
최우선권은 빈곤 및 불평등 요소를 없애는 것이며 전세계적으로 공적개발원조를 진흥하고자 한다. 마실 수 있는 물에 대한 접근을 강화하고 보건, 교육 및 훈련, 민간부문 진흥, 온난화 대응 방안 등도 포함된다.
2021년 12월, 1941년 Caisse centrale de la France libre라는 이름으로 설립된 공공 금융 기관은 출범 후 80년이 되는 앞으로 몇 달 안에 이름을 다시 변경할 수 있다. 또는 Rémy Rioux 감독에 따르면 "우리의 경험과 관련하여 부적합한 것으로 보이는" 운영 및 개발 정책의 정밀 검사를 포함하는 반영 과정에 있는 프로젝트이다.